# Vlad and Niki
Vlad and Niki é um canal do YouTube que apresenta os irmãos russos nascidos nos Estados Unidos Vladislav Vashketov (nascido em 26 de fevereiro de 2013), Nikita Vashketov (nascido em 4 de junho de 2015), Christian Vashketov (nascido em 11 de setembro de 2019) e Alice Vashketova. Seus pais, Sergey Vashketov e Victoria Vashketova, são originários de Moscou, Rússia (anteriormente República Socialista Federativa Soviética da Rússia). Eles gerenciam 21 canais do YouTube em 18 idiomas. As crianças residem em Miami, Flórida, e ocasionalmente em Dubai, Emirados Árabes Unidos. Seu canal principal é o 7º mais visualizado e o 5º mais inscrito do mundo.

## História
Vlad e Nikita iniciaram seu canal no YouTube em 23 de abril de 2018, levando seu pai a abandonar seu trabalho em vendas para ajudar com marcas e licenciamento baseados no "Vlad Crazyshow" (estilizado como "Joker"). Seus vídeos incluem roleplay, vlogs e publicidade. O canal assinou um contrato de representação com a Haven Global, uma agência de licenciamento australiana, para desenvolver novos conteúdos, produtos de consumo e licenças para aplicativos móveis sob sua marca. Eles também firmaram um contrato com a Playmates Toys, uma fabricante de brinquedos baseada em Hong Kong, para produzir brinquedos sob sua marca. Em 2019, os irmãos foram considerados os YouTubers que mais ganham por vídeo, com uma estimativa de US$ 312.000 por vídeo.